# ФК Будимпешта СК
ФК Будимпешта СК (мађ. Budapesti Sport Club), је био будимпештански фудбалски клуб. ФК Будимпешта ФЦ је био један од оснивача мађарске лиге Прва лига Мађарске у фудбалу и учествовао је у првом првенству Мађарске. 
Клуб је основан 1900. године а расформиран 1905. године.
На првом првенству Мађарске, Будимпешта СК је освојила последње 5. место